# Dundee, Québec
Dundee är en kommun av typen kanton (municipalité de canton) i provinsen Québec i Kanada. Den ligger i regionen Montérégie, i den sydöstra delen av landet, 100 km öster om huvudstaden Ottawa. Antalet invånare var 386 vid folkräkningen 2021. Landarean är 68 kvadratkilometer.
Kommunen är officiellt tvåspråkig (franska och engelska), med 65 % fransktalande och 31 % engelsktalande (modersmålstalare) vid folkräkningen 2021.